# Harold Mrazek
Harold Mrazek (Friburgo, 17 aprile 1973) è un ex cestista svizzero, ex capitano dell'ASVEL Lyon-Villeurbanne e pluricampione di Svizzera e Francia.
È il figlio di Celestín Mrázek e il nipote di Jan Mrázek.

## Palmarès
- Campionato svizzero: 9

Fribourg Olympic: 1991-92
Bellinzona: 1993-94, 1994-95
Fribourg Olympic: 1996-97, 1997-98, 1998-99
Lugano Tigers: 1999-00
Fribourg Olympic: 2006-07, 2007-08
- Coppe di Svizzera: 7

Bellinzona: 1994, 1995, 1996
Fribourg Olympic: 1997, 1998
Lugano Tigers: 2001
Fribourg Olympic: 2007
- Coppa di Lega Svizzera: 2

Fribourg Olympic: 2007, 2008
- Campionato francese: 3

ASVEL: 2001-02
- Miglior tiratore da tre punti del campionato francese: 2003
- Miglior tiratore da tre punti dell'Eurolega: 2004